# رنگینک طوق‌سفید
رنگینک طوق‌سفید (نام علمی: Manacus candei) نام یک گونه از سرده رنگینک‌های بال‌کوتاه است.